# Salt Lake City
Salt Lake City (en anglais [ˈsɑlt leɪk ˌsɪ.ti]) est une ville des États-Unis, capitale de l’État de l'Utah et siège du comté de Salt Lake.
La ville a été fondée au XIXe siècle au sud-est du Grand Lac Salé, par des pionniers mormons de l'Église de Jésus-Christ des saints des derniers jours, couramment appelés mormons, conduits par leur chef d'alors, Brigham Young. Elle est désormais le siège mondial de l'Église.
En 2020, selon le Bureau du recensement des États-Unis, Salt Lake City compte 199 723 habitants dans la ville. L'agglomération de Salt Lake City s'étend sur les comtés de Salt Lake, de Summit et de Tooele pour une population de 1 021 243 habitants. Selon l'estimation de 2020, l'aire métropolitaine de Salt Lake City–Ogden compte 1 257 936 habitants.
Salt Lake City fait partie de la région urbaine assise aux pieds des montagnes Wasatch et appelée Wasatch Front. Avec plus de 2 millions d'habitants, cette région urbaine abrite 85 % de la population totale de l'Utah ainsi que les autres principales villes de l’État comme Ogden et Provo.

## Géographie

### Situation et relief
La ville s'étend sur une surface de 286 km2 dans le coin nord-est de la vallée de Salt Lake, située au sud-est du Grand Lac Salé, et encadrée par la chaîne Wasatch à l'est, les monts Oquirrh à l'ouest et les monts Traverse au sud. Son altitude varie entre 1 284 et 2 870 mètres, avec une moyenne de 1 320 mètres.

### Urbanisme

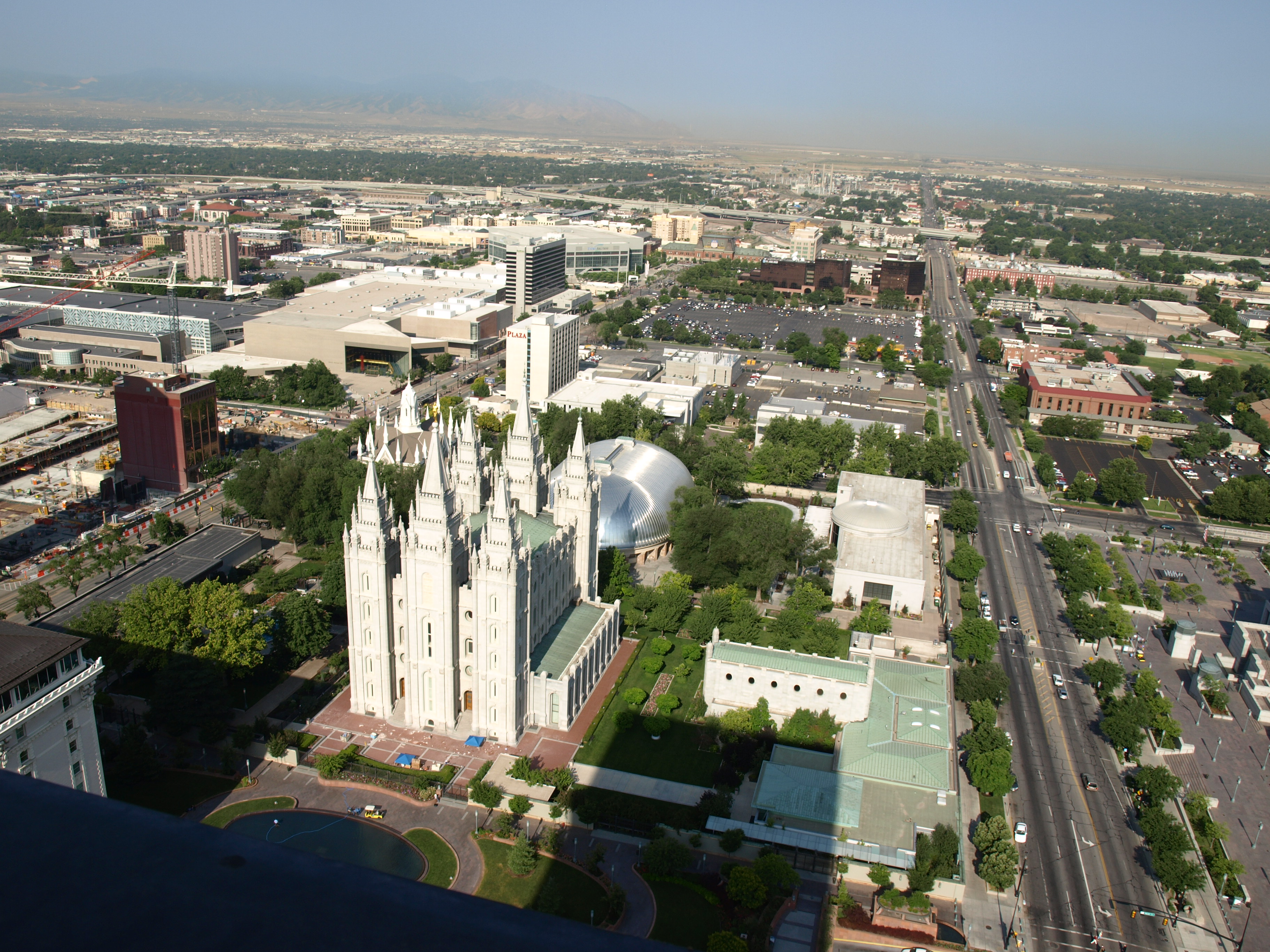
Temple Square (vue montrant le temple, le Taberna Hall et la bibliothèque généalogique).

La majorité des rues de la ville sont dénommées en fonction de leur localisation par rapport au temple mormon de Temple Square. La rue située immédiatement au sud du temple s'appelle South Temple Street. La suivante se nomme 100 South et ainsi de suite. Le même principe vaut pour les trois autres points cardinaux. Ainsi l'intersection située à deux blocs de maisons à l'est et trois blocs au sud de Temple Square prend pour nom 200 East 300 South.
Certaines rues du centre-ville présentent également un double nom. Le premier est la numérotation de la rue, seule valable pour les adresses postales. Le second est nominatif, comme Rosa Parks ou César Chávez, et purement honorifique.

### Climat
Le climat de la région de Salt Lake City est subhumide mais pas semi-aride comme souvent affirmé. Selon la classification des climats de Köppen, Salt Lake City a un climat tempéré continental à saison chaude sèche (Dsa), une forme plutôt rare car les climats tempérés continentaux sont souvent plus humides en saison chaude qu'en saison froide.
Dans la classification des climats de Köppen, lorsque les précipitations sont plus ou moins réparties dans l'année, si le quotient [précipitations annuelles moyennes (en cm)] / [température moyenne annuelle (in °C) + 7] se situe entre 1 et 2, le climat est considéré comme semi-aride. Environ 43 % des précipitations annuelles tombent pendant les six mois les plus chauds de l'année (donc 57 % pendant les six mois les plus froids) à Salt Lake City donc les précipitations sont plus ou moins réparties sur toute l'année : au total sur l'année elles atteignent 40,89 cm tandis que la température moyenne annuelle est d'environ 11,2 °C donc le quotient de Köppen pour Salt Lake City vaut à peu près 2,25 soit nettement plus que 2 qui est la limite supérieure des climats semi-arides dans le modèle (critiquable il est vrai[style à revoir]) de Köppen.
Par conséquent le climat de la région de Salt Lake City n'est pas semi-aride selon la classification des climats de Köppen mais seulement subhumide.
La région a quatre saisons distinctes, avec un hiver froid et neigeux, un été chaud et sec et deux périodes de transitions, relativement humides mais supportables. L'océan Pacifique a une influence notable sur le climat en apportant des tempêtes humides d'octobre à mai, le printemps étant la saison la plus pluvieuse. Un des effets du Grand Lac Salé est de favoriser les chutes de neige en hiver. La seule source de précipitations en été est due aux effets de la mousson du Golfe de Californie, en provenance du Sud. Les étés sont chauds avec des températures dépassant souvent les 38 °C. Les hivers sont moins froids qu'attendus à ces latitude et altitude car les montagnes Rocheuses situées à l'Est et au Nord, font souvent office de bouclier aux influences des anticyclones polaires boréaux : ainsi les températures hivernales, qui sont fréquemment négatives, tombent rarement en dessous de −18 °C. En hiver, l'air froid, l'humidité et les polluants piégés par les montagnes environnantes peuvent engendrer dans les vallées, des inversions de température (id est des températures plus froides à altitudes plus basses) ainsi que d'épais brouillards nocturnes et des brumes diurnes.
| Mois                              | jan. | fév. | mars | avril | mai  | juin | jui. | août | sep. | oct. | nov. | déc. | année |
| --------------------------------- | ---- | ---- | ---- | ----- | ---- | ---- | ---- | ---- | ---- | ---- | ---- | ---- | ----- |
| Température minimale moyenne (°C) | −7,1 | −4,1 | −0,3 | 3,3   | 7,6  | 13   | 17,6 | 16,6 | 10,6 | 4,6  | −0,6 | −5,8 | 4,6   |
| Température moyenne (°C)          | −2,3 | 1,2  | 5,4  | 9,8   | 14,9 | 20,6 | 25,5 | 24,2 | 18,4 | 11,8 | 4,9  | −1,3 | 11    |
| Température maximale moyenne (°C) | 2,4  | 6,4  | 11,2 | 16,3  | 22,2 | 28,2 | 33,4 | 31,9 | 26,2 | 18,9 | 10,4 | 3,2  | 17,5  |
| Précipitations (mm)               | 28,2 | 31,2 | 48,5 | 53,8  | 45,7 | 23,6 | 20,6 | 21,8 | 32,5 | 36,6 | 32,8 | 35,6 | 410,9 |
| dont neige (cm)                   | 31,2 | 24,9 | 29,7 | 17,3  | 2,8  | 0    | 0    | 0    | 0,5  | 5,3  | 16,5 | 34,8 | 163   |

### Transports

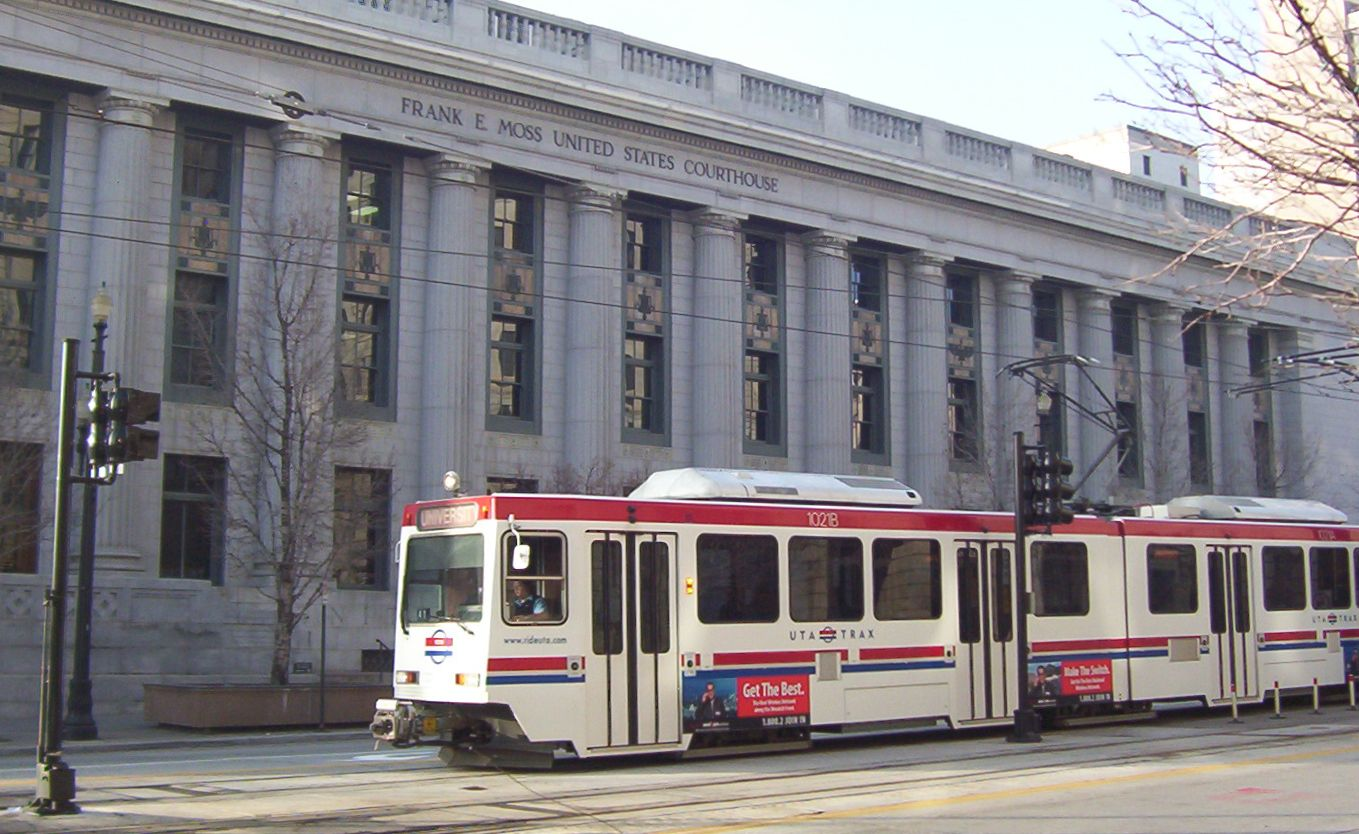
Le tramway de Salt Lake City.

L’aéroport international de Salt Lake City est l'un des hubs de la compagnie aérienne Delta Air Lines.
Le métro léger (TRAX) et le bus sont les principaux transports en commun de la ville. Les trajets dans le centre-ville sont gratuits.

## Toponymie
La ville a été ainsi nommée pour sa proximité avec le Grand Lac Salé (en anglais, Great Salt Lake). Elle s'est d'abord appelée Great Salt Lake City avant de prendre son nom actuel en 1868.

## Histoire

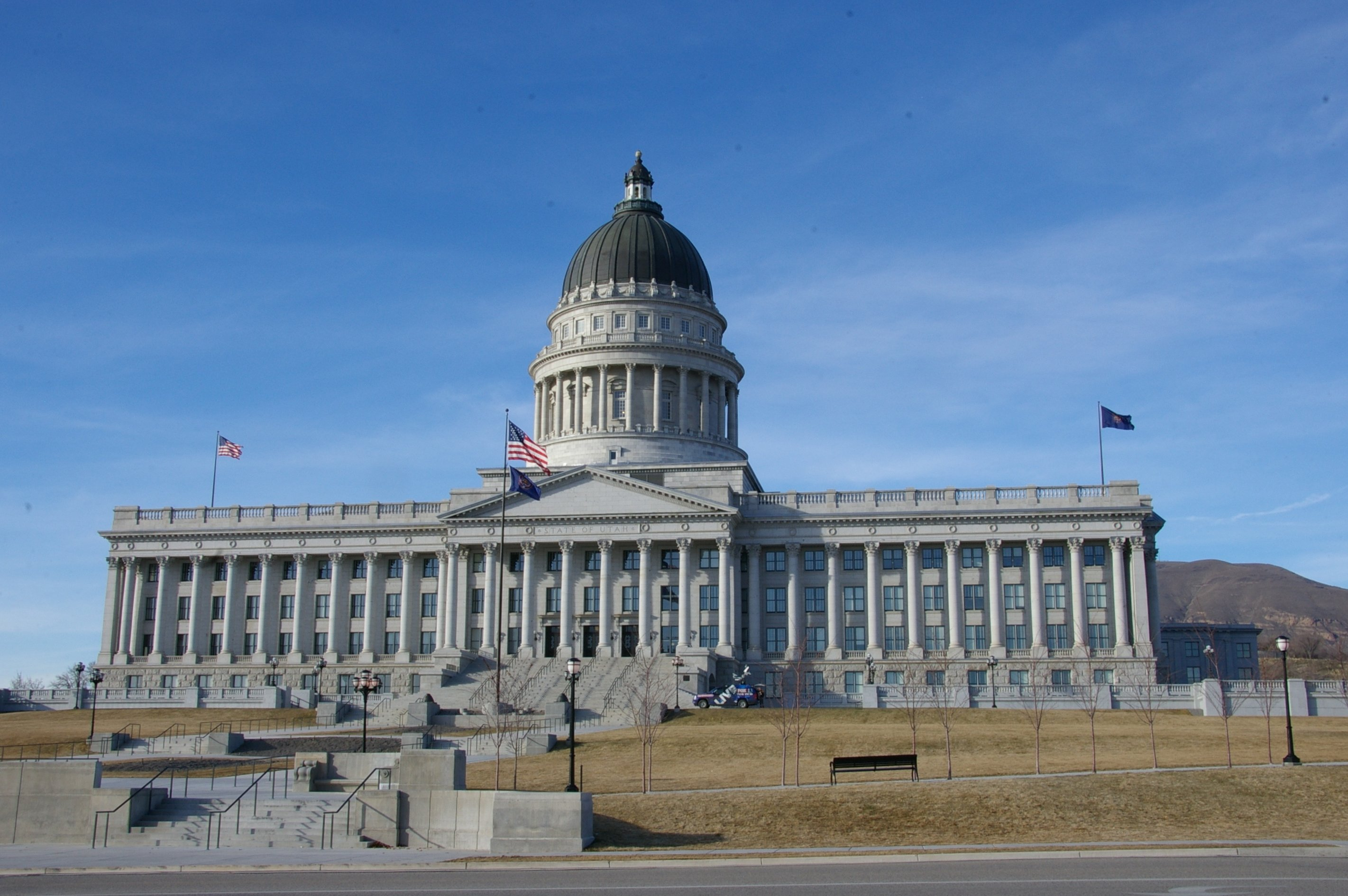
Le capitole de Salt Lake City.

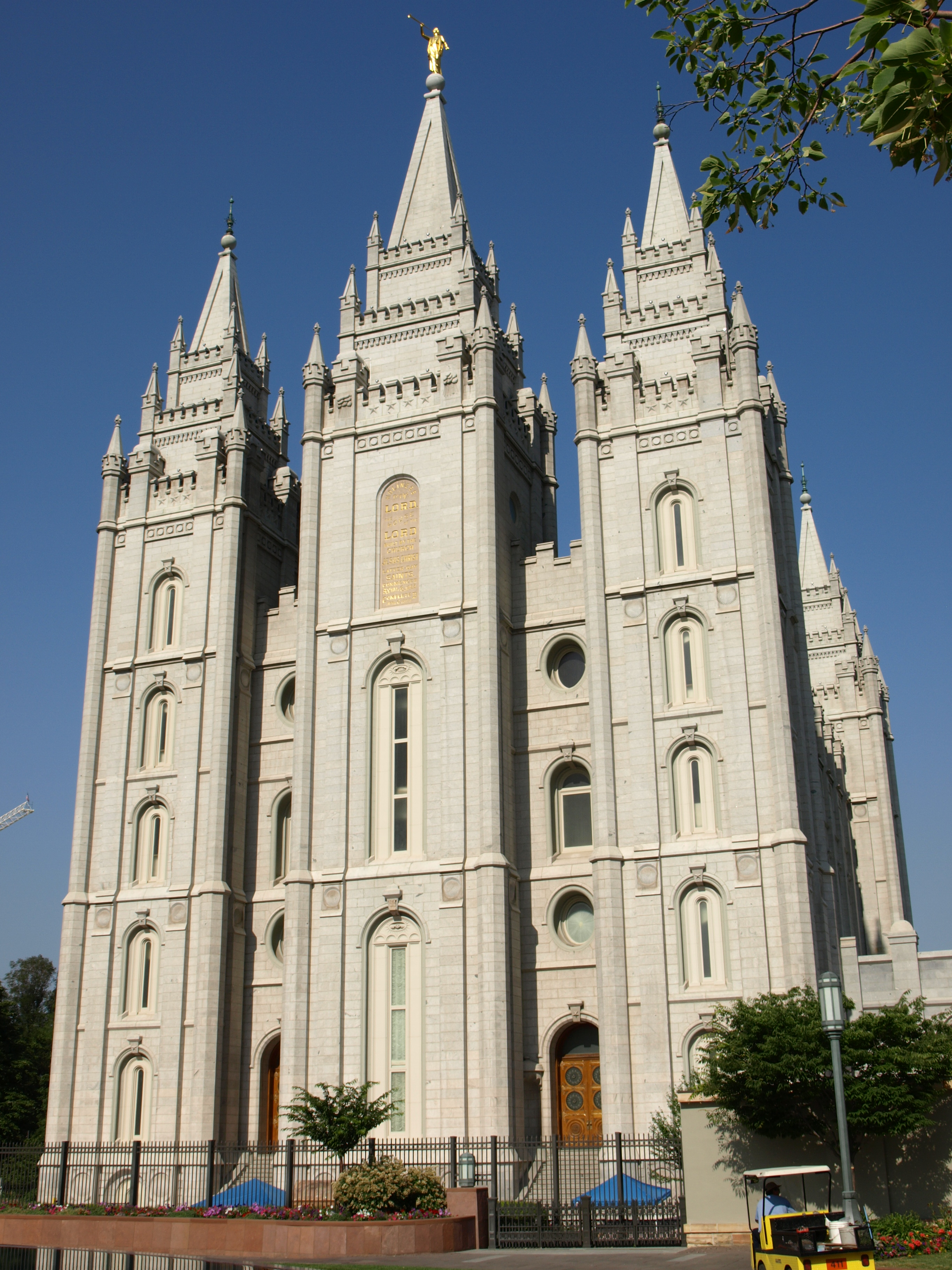
Le temple de Salt Lake City.

Salt Lake City est fondée, sous le nom de « Great Salt Lake City », le 24 juillet 1847 par 148 pionniers mormons composés de 143 hommes, trois femmes et deux enfants. Menés par Brigham Young, ces mormons avaient fui les persécutions religieuses qui avaient abouti au lynchage de leur prophète, Joseph Smith, et traversé les États-Unis sur 2 000 km. La première année sur place est difficile car les récoltes sont compromises par des gelées tardives puis par la sécheresse et enfin par les criquets.
En 1848, toute la vallée du Grand Lac Salé est cédée par le Mexique aux États-Unis et en 1850, le territoire de l'Utah est formé avec Brigham Young comme gouverneur. L'Utah est alors considéré par les mormons comme leur patrie appelée « Deseret » (l'« abeille à miel », laquelle est mentionnée dans le Livre de Mormon).
Les mormons développent et planifient Great Salt Lake City en lotissements autour de Temple Square, sur lequel sont érigés le Temple et le Tabernacle. La population de la ville s’accroît rapidement grâce à l'afflux régulier de nouveaux émigrants mormons, pour beaucoup originaires d'Europe. Vers 1852, ils sont déjà environ 10 000.
En 1856, Great Salt Lake City devient la capitale du territoire de l'Utah. En 1857, la guerre de l'Utah éclate durant laquelle les mormons entrent en conflit avec le gouvernement fédéral américain et, en 1858, des troupes fédérales s'installent près de la ville à Camp Floyd. En 1868, le nom de la ville est raccourci en Salt Lake City et en 1869, l’État et la ville sortent de leur isolement géographique en étant reliés par le premier chemin de fer transcontinental.
L'Utah devient le 45e État à rejoindre l'Union, en 1896, à la suite de l'abolition de la polygamie par l'Église de Jésus-Christ des saints des derniers jours. Lors de la Seconde Guerre mondiale, la demande en métaux crée un essor de l’industrie minière et plus généralement de l’économie locale, propice à un développement de l’agglomération de Salt Lake City.
En février 2002, Salt Lake City accueille les 19es jeux olympiques d’hiver et les 8es jeux paralympiques d’hiver. L'attribution des Jeux à Salt Lake City a fait l'objet d'une polémique à la suite d'accusations sur la possible corruption de membres du Comité international olympique par le comité olympique de la ville.

## Politique et administration

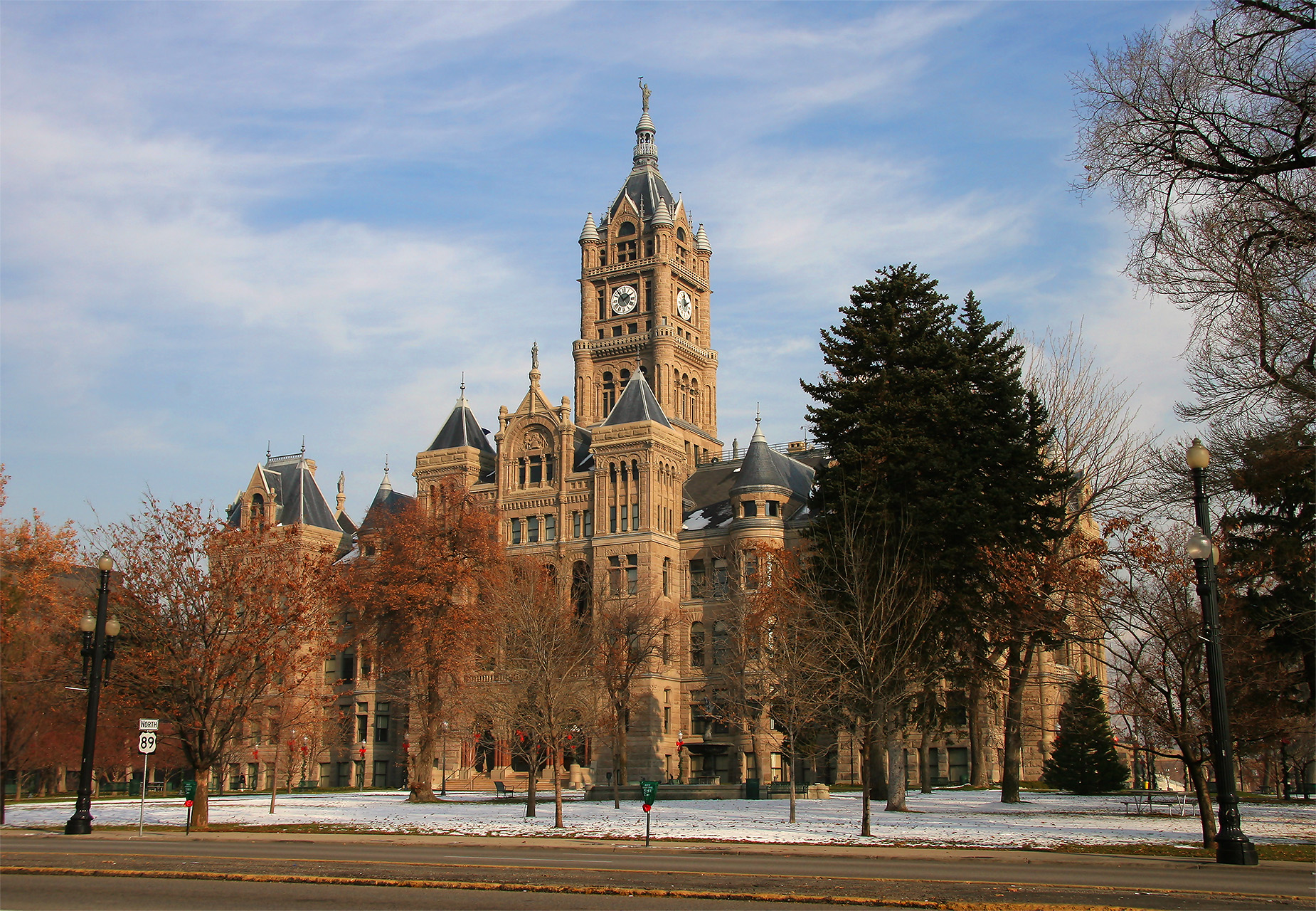
County Building au centre-ville de Salt Lake City, construction terminée en 1894.

### Vie politique
Depuis les années 1970, la ville est un bastion libéral du Parti démocrate au sein d'un État conservateur et républicain.
Les élections municipales sont organisées à Salt Lake City sur une base non partisane. Rocky Anderson, maire controversé de la ville de 2000 à 2008, a été un opposant farouche au président George Bush. Il a soutenu notamment le protocole de Kyoto, les droits des homosexuels, et a plaidé pour un revenu minimum et une législation moins restrictive en matière d'alcool, autant de positions qui contrastaient nettement avec celles de la majorité des citoyens de l'Utah. Fragilisé par l'écrasante victoire de George W. Bush dans l'Utah, avec 72 %, et par le bon score de celui-ci à Salt Lake City lors de l'élection présidentielle de novembre 2004, il n'en conserva pas moins sa rhétorique progressiste. Alors qu'en novembre 2004, 66 % des citoyens de l'État (82 % hors Salt Lake City) rejetait par référendum toute possibilité de mariage homosexuel ou d'union civile, 54 % des habitants de la ville l'approuvait. En vertu de ce résultat local, Anderson a alors accordé aux partenaires des employés municipaux non mariés – qu’il s’agisse de couples hétérosexuels ou homosexuels – les mêmes droits qu’aux couples mariés.
En mai 2025, le conseil de la ville adopte plusieurs nouveaux drapeaux, basés sur les drapeaux des fiertés LGBT, pour outrepasser une loi qui bannit l'exhibition d'autres drapeaux que ceux officiels dans les bâtiments publics.

### Administration municipale
La ville est administrée par un maire et un conseil de sept membres, tous élus au suffrage universel pour un mandat de quatre ans au mois de novembre des années impaires et renouvelés par moitié tous les deux ans. Depuis le 6 janvier 2020, la femme politique démocrate Erin Mendenhall est élue maire de Salt Lake City, soit la troisième femme de l'histoire de la ville.

## Démographie
| Groupe                           | Salt Lake City | Utah | États-Unis |
| -------------------------------- | -------------- | ---- | ---------- |
| Blancs                           | 75,1           | 86,1 | 72,4       |
| Autres                           | 10,8           | 2,7  | 2,9        |
| Asiatiques                       | 4,4            | 2,0  | 4,8        |
| Métis                            | 3,7            | 6,0  | 6,4        |
| Afro-Américains                  | 2,7            | 1,1  | 12,6       |
| Océaniens                        | 2,0            | 0,9  | 0,2        |
| Amérindiens                      | 1,2            | 1,2  | 0,9        |
| Total                            | 100            | 100  | 100        |
|                                  |                |      |            |
| Hispaniques et Latino-Américains | 22,3           | 13,0 | 16,7       |

Selon l'American Community Survey pour la période 2010-2014, 73,6 % de la population âgée de plus de 5 ans déclare parler l’anglais à la maison, 16,1 % déclare parler l'espagnol, 1,44 % une langue polynésienne, 1,24 % une langue chinoise, 0,73 % le serbo-croate, 0,69 % l'allemand, 0,51 % le français, 0,49 % le vietnamien et 5,2 % une autre langue.
Toujours selon l'American Community Survey, en 2015, les deux tiers des Océaniens composant la population de la ville sont Tongiens-Américains (en) et un quart d'entre eux sont Samoans-Américains (en).

## Économie
Salt Lake City est le principal pôle commercial et industriel de l'Utah. Les principales activités industrielles sont le raffinage pétrolier, la métallurgie, les textiles, l'agroalimentaire et l'exploitation minière avec la mine de Bingham Canyon. L'économie de la ville a été stimulée par la construction de la première ligne ferroviaire transcontinentale en 1869.

## Éducation

### Enseignement supérieur
La ville est le siège de l'université de l'Utah. Le bâtiment principal, datant de 1915, présente une architecture néo-classique s'inspirant du capitole de Washington DC.

## Culture

### Patrimoine et musées

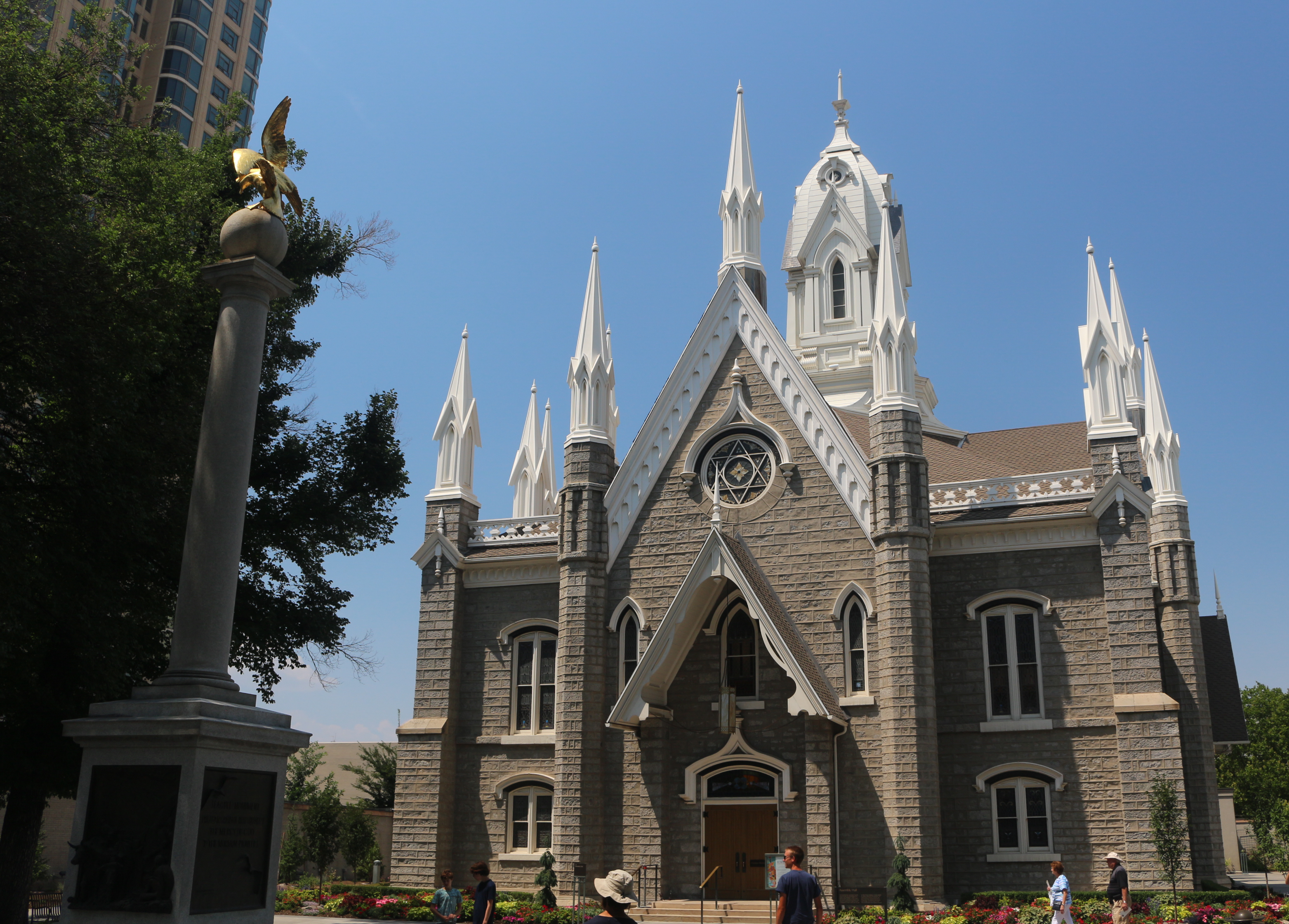
Assembly Hall, Temple Square.

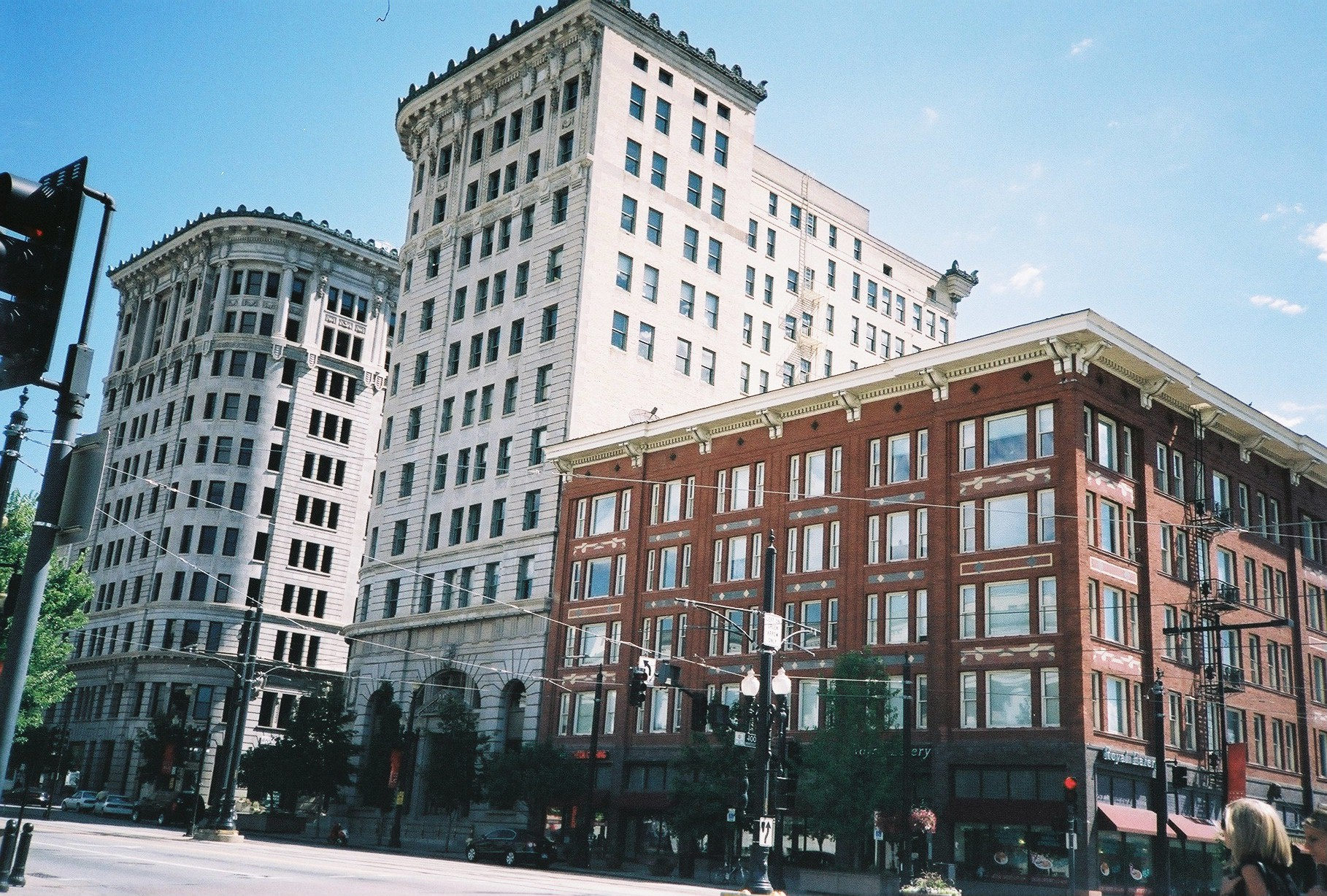
Centre-ville de Salt Lake City.

Salt Lake City porte la marque des mormons, fondateurs de la ville. Ceux-ci sont très présents dans la ville et assistent les visiteurs.
Le Tabernacle (1867), l'Assembly Hall (1880) et le Temple (1893), sur Temple Square, forment le cœur religieux et touristique de la ville.
La Family History Library, établie en 1894, jouxtant Temple Square, concentre les plus importantes archives généalogiques au monde, conservées tant sur micro-films que supports papier.
Le Church Administration Building (1917) abrite les bureaux du président de l'Église de Jésus-Christ des saints des derniers jours, de ses conseillers et de ses 12 apôtres.
L'ancien hôtel Utah (1911), restauré en 1987 par l'Église, est devenu le Joseph Smith Memorial Building et sert de centre communautaire. L'histoire des mormons est relatée au Pioneer Memorial Museum.
On trouve à Liberty Park le plus ancien bâtiment commercial de l'Utah, Isaac Chase Mill, construit entre 1847 et 1852, ainsi que le musée Chase Home Museum of Utah Folk Arts.
Les autres lieux notables moins connotés par la religion mormone sont le Capitole de l'Utah, l'ancien hôtel de ville, le musée des Beaux-Arts et le musée d'histoire naturelle. La ville dispose également d'un orchestre symphonique et d'une salle de concert, le Maurice Abravanel Concert Hall.

### Religions
Capitale d'un État essentiellement mormon, la ville de Salt Lake City est religieusement diversifiée. Les mormons représentent 45 % des habitants de la ville.
Salt Lake City est le siège d'un évêché catholique.

### Sports

#### Franchises professionnelles
| Équipe              | Sport            | Ligue | Stade             | Création | Titres |
| ------------------- | ---------------- | ----- | ----------------- | -------- | ------ |
| Jazz de l'Utah      | Basketball       | NBA   | Delta Center      | 1974     | 0      |
| Grizzlies de l'Utah | Hockey sur glace | ECHL  | Maverik Center    | 2005     | 0      |
| Bees de Salt Lake   | Baseball         | PCL   | Smith's Ballpark  | 1994     | 0      |
| Real Salt Lake      | Football         | MLS   | Rio Tinto Stadium | 2004     | 1      |
| Mammoth de l'Utah   | Hockey sur glace | LNH   | Delta Center      | 2024     | 0      |

#### Sport universitaire
Les Utes de l'Utah défendent les couleurs de l'université de l'Utah.

#### Jeux olympiques

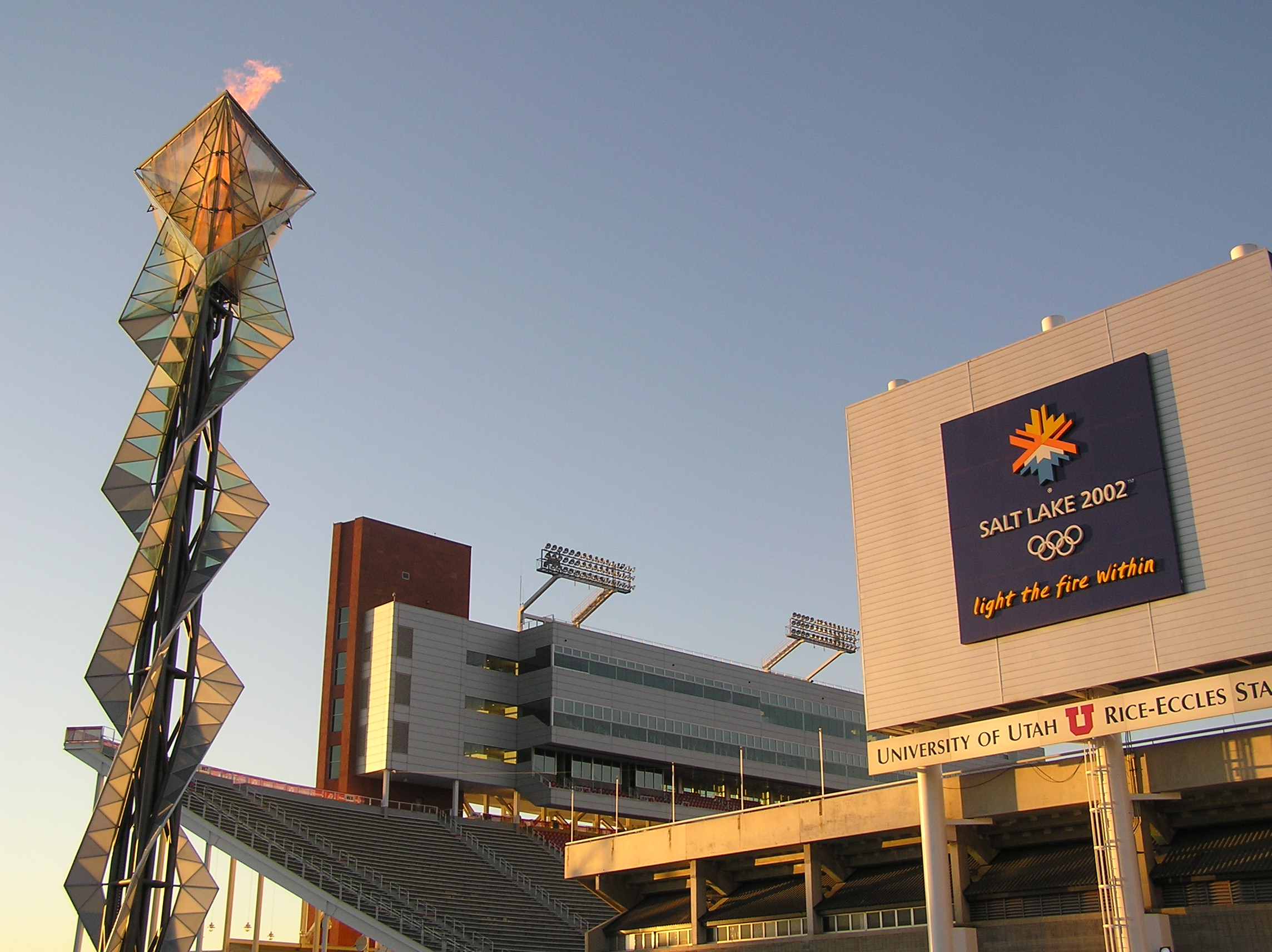
Monument abritant la flamme olympique durant les Jeux olympiques d'hiver de 2002, inauguré par le président George W. Bush.

Salt Lake City a accueilli les Jeux olympiques d'hiver de 2002. En novembre 2023, le CIO annonce ne retenir que la candidature de cette ville pour l'organisation des Jeux d'hiver de 2034.

## Jumelages
Salt Lake City est jumelée avec 6 villes situées aux quatre coins du monde. Bien qu'il existe une grande diversité dans ces relations, toutes partagent l'objectif commun de promouvoir la paix par le respect mutuel, la compréhension et la coopération.
Ci-dessous, la liste des villes jumelées avec Salt Lake City :
- Ijevsk (Russie)
- Keelung (Taïwan)
- Matsumoto (Japon)
- Tchernivtsi (Ukraine)
- Trujillo (Pérou)
- Turin (Italie)

## Dans la culture populaire
- La première aventure de Sherlock Holmes, intitulée Une étude en rouge, concerne la fondation de Salt Lake City par les mormons.
- Dans le jeu vidéo The Last of Us, le groupe de miliciens connu sous le nom de Lucioles a son quartier général dans un hôpital de Salt Lake City.
- Dans la saga Extreme Risk, écrite par Tracy Wolff, l'histoire se déroule à Salt Lake City[18].

## Galerie photographique

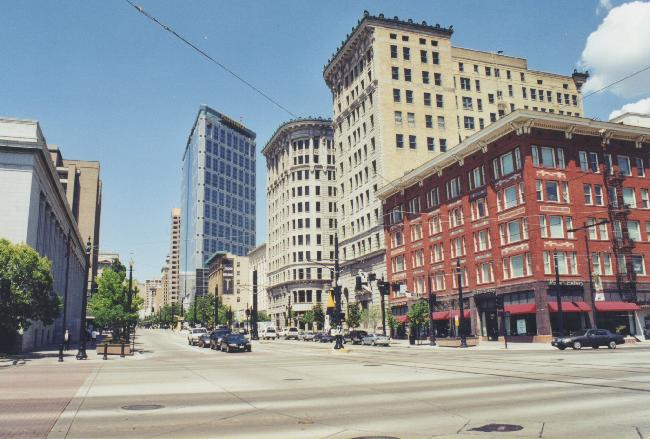
Salt Lake City, Utah.
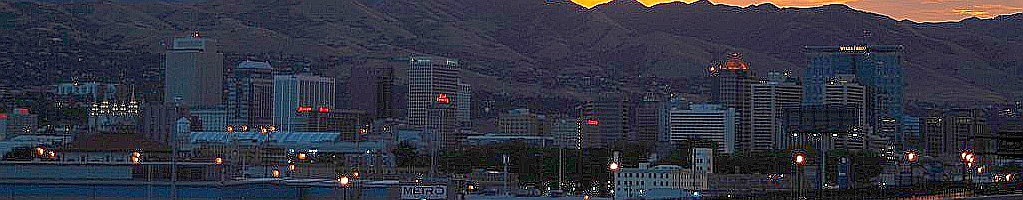
Salt Lake City 2004.
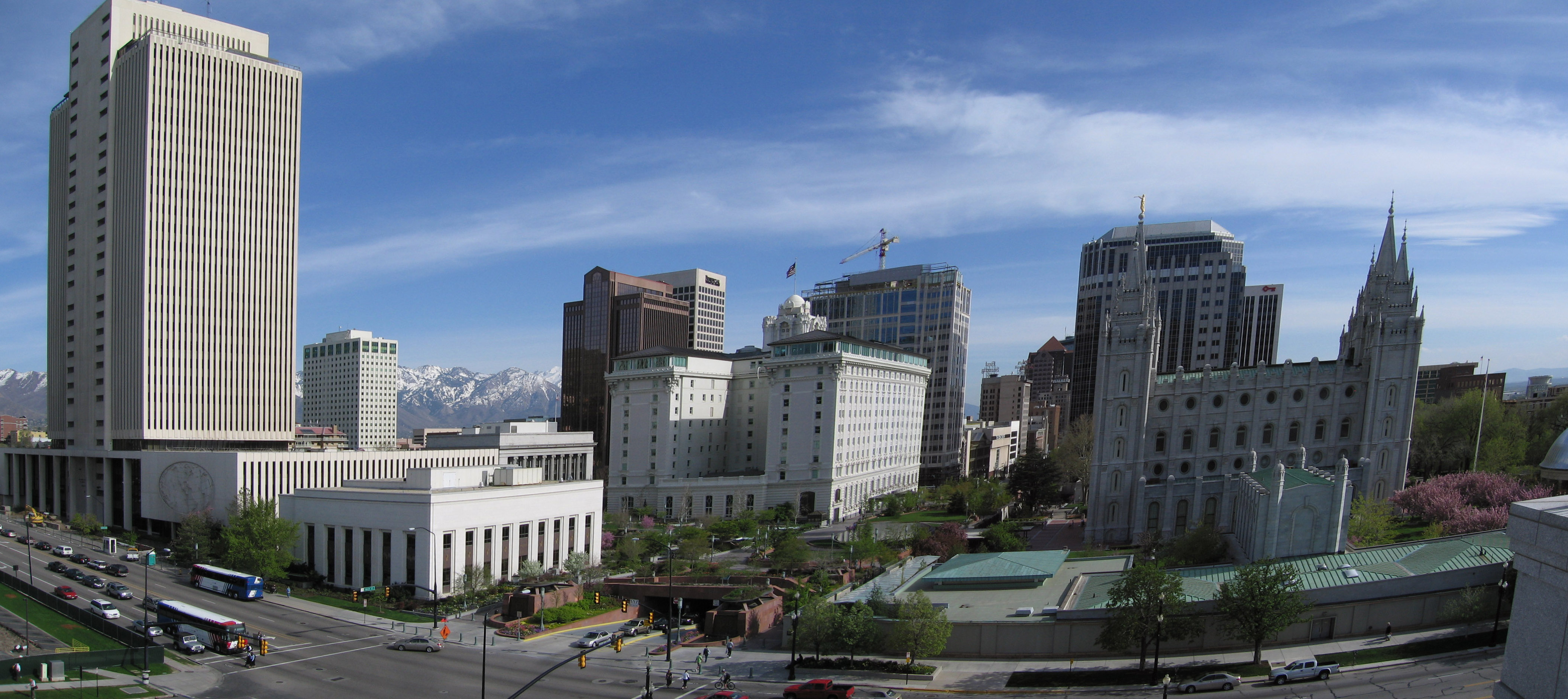
Salt Lake City.